# Dominic Inglot
Dominic Inglot (ur. 6 marca 1986 w Londynie) – brytyjski tenisista, reprezentant w Pucharze Davisa, olimpijczyk z Rio de Janeiro (2016).

## Kariera tenisowa
Zawodowy tenisista w latach 2004–2022.
W grze podwójnej, w której odnosi największe sukcesy, wygrał czternaście turniejów o randze ATP Tour z dwudziestu siedmiu rozegranych finałów.
W latach 2014–2018 reprezentant Wielkiej Brytanii w Pucharze Davisa.
W 2016 zagrał w konkurencji gry podwójnej na igrzyskach olimpijskich w Rio de Janeiro odpadając wspólnie z Colinem Flemingiem w 1 rundzie.
Najwyżej sklasyfikowany w rankingu deblistów był na 18. miejscu 12 maja 2014 roku.

### Finały w turniejach ATP Tour
| Legenda                                      |
| -------------------------------------------- |
| Wielki Szlem                                 |
| Igrzyska olimpijskie                         |
| Tennis Masters Cup / ATP Finals              |
| ATP Masters Series / ATP Tour Masters 1000   |
| ATP International Series Gold / ATP Tour 500 |
| ATP International Series / ATP Tour 250      |

#### Gra podwójna (14–13)
| Końcowy wynik | Nr  | Data                 | Turniej          | Nawierzchnia  | Partner              | Przeciwnicy                     | Wynik finału         |
| ------------- | --- | -------------------- | ---------------- | ------------- | -------------------- | ------------------------------- | -------------------- |
| Finalista     | 1.  | 15 kwietnia 2012     | Houston          | Ceglana       | Treat Huey           | James Blake Sam Querrey         | 6:7(14), 4:6         |
| Zwycięzca     | 1.  | 5 sierpnia 2012      | Waszyngton       | Twarda        | Treat Huey           | Kevin Anderson Sam Querrey      | 7:6(7), 6:7(9), 10–5 |
| Finalista     | 2.  | 27 października 2012 | Bazylea          | Twarda (hala) | Treat Huey           | Daniel Nestor Nenad Zimonjić    | 5:7, 7:6(4), 5–10    |
| Finalista     | 3.  | 25 maja 2013         | Düsseldorf       | Ceglana       | Treat Huey           | Andre Begemann Martin Emmrich   | 5:7, 2:6             |
| Finalista     | 4.  | 24 sierpnia 2013     | Winston-Salem    | Twarda        | Treat Huey           | Daniel Nestor Leander Paes      | 6:7(10), 5:7         |
| Finalista     | 5.  | 22 września 2013     | Petersburg       | Twarda (hala) | Denis Istomin        | David Marrero Fernando Verdasco | 6:7(6), 3:6          |
| Zwycięzca     | 2.  | 27 października 2013 | Bazylea          | Twarda (hala) | Treat Huey           | Julian Knowle Oliver Marach     | 6:3, 3:6, 10–4       |
| Zwycięzca     | 3.  | 21 czerwca 2014      | Eastbourne       | Trawiasta     | Treat Huey           | Alexander Peya Bruno Soares     | 7:5, 5:7, 10–8       |
| Finalista     | 6.  | 17 stycznia 2015     | Auckland         | Twarda        | Florin Mergea        | Raven Klaasen Leander Paes      | 6:7(1), 4:6          |
| Finalista     | 7.  | 8 lutego 2015        | Montpellier      | Twarda (hala) | Florin Mergea        | Marcus Daniell Artem Sitak      | 6:3, 4:6, 14–16      |
| Zwycięzca     | 4.  | 29 sierpnia 2015     | Winston-Salem    | Twarda        | Robert Lindstedt     | Eric Butorac Scott Lipsky       | 6:2, 6:4             |
| Finalista     | 8.  | 13 czerwca 2016      | ’s-Hertogenbosch | Trawiasta     | Raven Klaasen        | Mate Pavić Michael Venus        | 6:3, 3:6, 9–11       |
| Zwycięzca     | 5.  | 25 czerwca 2016      | Nottingham       | Trawiasta     | Daniel Nestor        | Ivan Dodig Marcelo Melo         | 7:5, 7:6(4)          |
| Zwycięzca     | 6.  | 25 września 2016     | Petersburg       | Twarda (hala) | Henri Kontinen       | Andre Begemann Leander Paes     | 4:6, 6:3, 12–10      |
| Finalista     | 9.  | 26 lutego 2017       | Marsylia         | Twarda (hala) | Robin Haase          | Julien Benneteau Nicolas Mahut  | 4:6, 7:6(9), 5–10    |
| Zwycięzca     | 7.  | 15 kwietnia 2017     | Marrakesz        | Ceglana       | Mate Pavić           | Marcel Granollers Marc López    | 6:4, 2:6, 11–9       |
| Finalista     | 10. | 25 lutego 2018       | Marsylia         | Twarda (hala) | Marcus Daniell       | Raven Klaasen Michael Venus     | 7:6(2), 3:6, 4–10    |
| Zwycięzca     | 8.  | 29 kwietnia 2018     | Budapeszt        | Ceglana       | Franko Škugor        | Matwé Middelkoop Andrés Molteni | 6:7(8), 6:1, 10–8    |
| Zwycięzca     | 9.  | 6 maja 2018          | Stambuł          | Ceglana       | Robert Lindstedt     | Ben McLachlan Nicholas Monroe   | 3:6, 6:3, 10–8       |
| Zwycięzca     | 10. | 16 czerwca 2018      | Rosmalen         | Trawiasta     | Franko Škugor        | Raven Klaasen Michael Venus     | 7:6(3), 7:5          |
| Zwycięzca     | 11. | 28 października 2018 | Bazylea          | Twarda (hala) | Franko Škugor        | Alexander Zverev Mischa Zverev  | 6:2, 7:5             |
| Zwycięzca     | 12. | 15 czerwca 2019      | Rosmalen         | Trawiasta     | Austin Krajicek      | Marcus Daniell Wesley Koolhof   | 6:4, 4:6, 10–4       |
| Zwycięzca     | 13. | 28 lipca 2019        | Atlanta          | Twarda        | Austin Krajicek      | Bob Bryan Mike Bryan            | 6:4, 6:7(5), 11–9    |
| Finalista     | 11. | 4 sierpnia 2019      | Los Cabos        | Trawiasta     | Austin Krajicek      | Romain Arneodo Hugo Nys         | 5:7, 7:5, 14–16      |
| Finalista     | 12. | 9 lutego 2020        | Montpellier      | Twarda (hala) | Aisam-ul-Haq Qureshi | Nikola Ćaćić Mate Pavić         | 4:6, 7:6(4), 4–10    |
| Zwycięzca     | 14. | 16 lutego 2020       | Nowy Jork        | Twarda (hala) | Aisam-ul-Haq Qureshi | Steve Johnson Reilly Opelka     | 7:6(5), 7:6(6)       |
| Finalista     | 13. | 2 maja 2021          | Estoril          | Ceglana       | Luke Bambridge       | Hugo Nys Tim Pütz               | 5:7, 6:3, 3–10       |